# Talassofobia

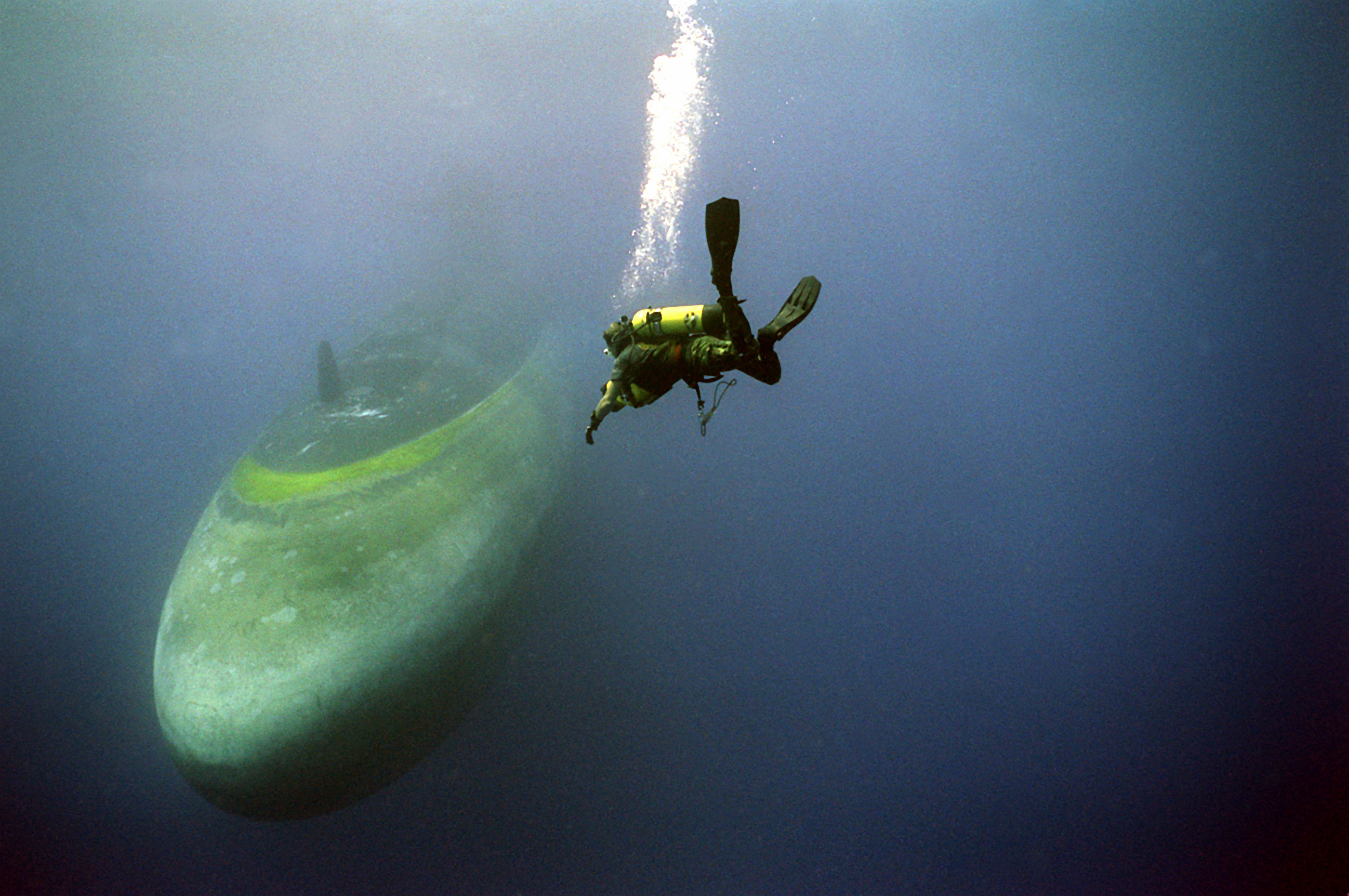
Um mergulhador perto de um submarino. O medo da imensidão do mar visto nessa imagem pode ser classificado como talassofobia.

Talassofobia (Em grego: θάλασσα, thalassa, "mar"; e φόβος, phobos, "medo") é o medo persistente e intenso de corpos d'água profundos, como mar, oceanos, piscinas ou lagos. Basicamente falando, é o medo do fundo do mar. Embora muito intimamente relacionada, a talassofobia não deve ser confundida com a aquafobia, que é classificada como o medo da própria água em si. A talassofobia pode incluir medo de estar em corpos d'água profundos, medo do vasto vazio do mar, das ondas do mar, criaturas aquáticas e medo da distância da terra.
As causas da talassofobia não são claras e são objeto de pesquisa por profissionais médicos, pois podem variar muito entre os indivíduos, incluindo traumas passados, falta de familiaridade com a água ou eventos negativos associados à água, como afogamento ou naufrágio. Pessoas que sofrem de talassofobia podem evitar nadar, navegar, mergulhar ou até mesmo ficar em um barco. Pesquisadores propuseram que o medo de grandes corpos d'água é em parte uma resposta evolutiva humana, e também pode estar relacionado a influências da cultura popular que induzem medo e angústia. Também é teorizado que a psicologia subjacente da fobia decorre da natureza simbólica da água. Especificamente, a vastidão do mar está muitas vezes ligada ao inconsciente profundo de uma pessoa.
A gravidade da talassofobia e os sinais e sintomas associados a ela são bastante fluidos e complexos. Pessoas com talassofobia passam por inúmeros episódios de angústia emocional e física causados por uma variedade de gatilhos. O tratamento pode incluir uma combinação de terapia e ansiolíticos e é mais eficaz quando administrado a pacientes durante a infância, quando a talassofobia geralmente está no auge.